# Laura Alfaro Maykall
Laura Alfaro Maykall (San José, 21 de junio de 1972) es economista jefe y consejera económica en el Banco Interamericano de Desarrollo (BID), una fuente líder de financiamiento y conocimiento para el desarrollo económico, social e institucional de América Latina y el Caribe. Una economista costarricense, anteriormente era profesora de Economía en la Harvard Business School. Ella desempeñó el cargo de Ministra de Planificación Nacional y Política Económica en Costa Rica, durante la administración Chinchilla Miranda. Es hija de Jorge Luis Alfaro y Sandra Maykall Mora. 

## Carrera académica
Laura Alfaro obtiene el doctorado en Economía en la Universidad de California en Los Ángeles (UCLA) en 1999, donde fue beneficiaria de la beca de tesis. Recibe bachillerato con honores  en economía de la Universidad de Costa Rica en 1992 y una licenciatura de la Pontificia Universidad Católica de Chile en 1994, donde se graduó también con honores. En 1992, se le otorga una beca de la Fundación Francisco Marroquín. También es miembro investigador en el Instituto Nacional de Investigación Económica de macroeconomía y finanzas internacionales y es Profesora de la Escuela de Negocios de la Universidad de Harvard. En el año 2008 se le confiere el premio Young Global Leader por Foro Económico Mundial.

## Gobierno Chinchilla Miranda
La presidenta Laura Chinchilla la designa como miembro de su gabinete de gobierno, en el cargo de Ministra de Planificación Nacional y Política Económica. Se caracterizó por impulsar la planificación a corto, mediano y largo plazo, así como desarrollar el campo de la política económica dentro del quehacer del Ministerio. Impulsó la apertura de las oficinas regionales del ministerio como parte de la estrategia de abordaje de la planificación regional.  Por su parte, en el tema de transferencias de competencias del Gobierno a las municipalidades, en su inicio de gestión se abocó al cumplimiento de los estudios técnicos que se requerían, consecuentemente ante la situación fiscal del país manifestó las limitaciones que tenía la aplicación de la Ley N.º 8801 y la necesidad de conciliar el fortalecimiento municipal con las finanzas públicas del país.
En 2024, Formaba parte del Consejo Científico de 